# 克沃茲科縣

50°26′16″N 16°39′10″E / 50.43778°N 16.65278°E
克沃茲科縣（波蘭語：Powiat kłodzki），是波蘭的縣份，位於該國西南部，由下西里西亞省負責管轄，首府設於克沃茲科，面積1,643平方公里，2006年人口166,447，人口密度每平方公里100人。